# عبد الله الثاني الصباح

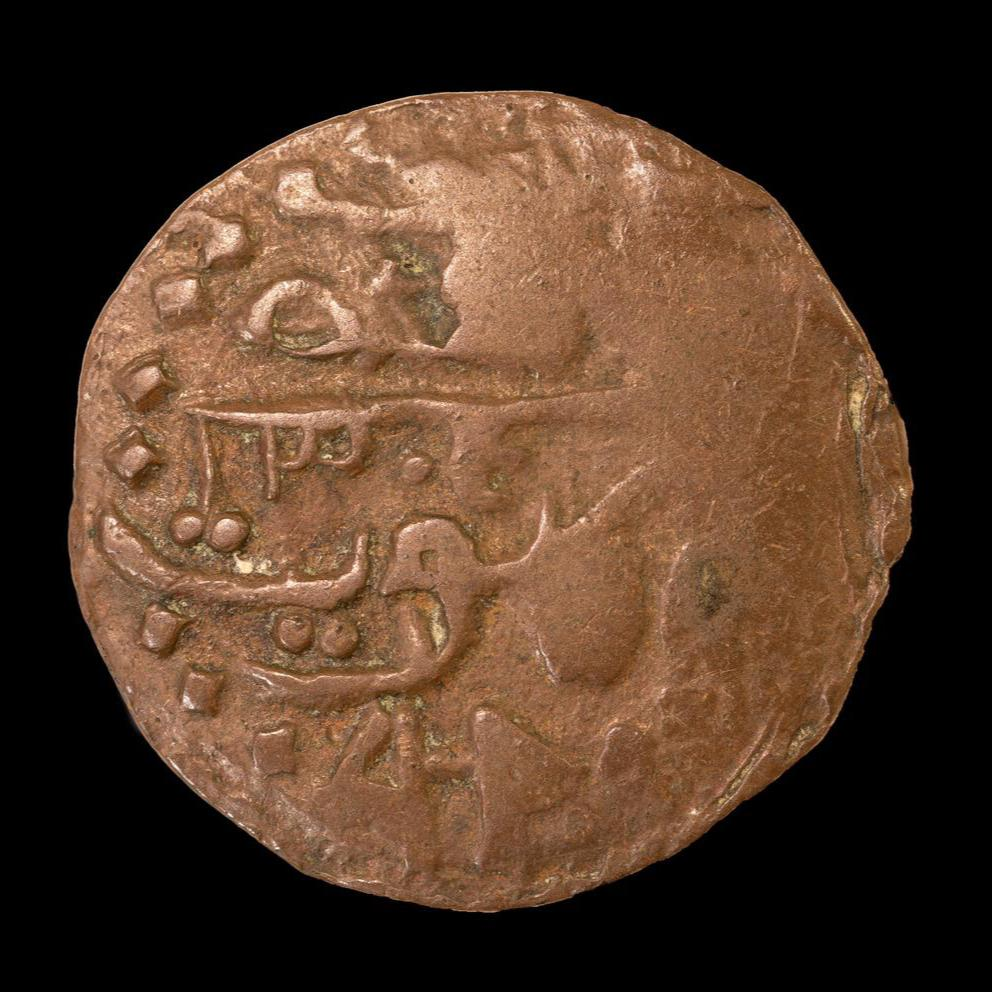
البيزة الكويتية، أول عملة للكويت

الشيخ عبد الله بن صباح الصباح والملقب بعبد الله الثاني الصباح (1814 - 29 مايو 1892)، حاكم الكويت الخامس من (نوفمبر 1866 إلى 29 مايو 1892). ولد في السنة التي توفي فيها جد أبيه حاكم الكويت الثاني الشيخ عبد الله الصباح سنة 1814. وتولى إمارة الكويت بعد وفاة أبيه الشيخ صباح جابر الصباح سنة 1866. وكان عبد الله هو الأكبر بين أخوته، وقد شاركه في إدارة البلد كلا من أشقائه: محمد الذي يباشر الأحكام للحضر ويشاركه مبارك في ذلك إلا أنه يختص بأغلب الأحكام بين بدو الكويت، أما جراح فأغلب عمله في المالية، فهو وزير المالية حيث التفت إلى الفاو فعمر مزارعها، مما جعل الدخل يزداد وينمو، فعمر سنة 1312هـ/1895م سوق اللحم والسمك.
وكانت المراسلات الدبلوماسية البريطانية تشير إلى حكام الكويت الأوائل بلقب «شيخ الكويت» وأحيانا ب«شيخ القرين»، وعبد الله هو آخر من أشير إليه باللقبين، واستقر تعبير شيخ الكويت ومشيخة الكويت في السجلات البريطانية بدءًا من 1871م. وشهدت فترة حكمه أحداث وتقلبات وحروب في المنطقة، حيث انهيار الدولة السعودية الثانية، التي بدأت باندلاع الخلافات بين أبناء الامام فيصل بن تركي آل سعود، واستغلال الدولة العثمانية تلك الخلافات في استعادة نفوذها في شبه الجزيرة العربية، وظهر ذلك واضحا في حملة الأحساء 1871م وسيطرتها على الأحساء والقطيف، وصعود نفوذ آل رشيد في نجد، وتنامي الدور البريطاني في منطقة الخليج.
وفي عهده أصبحت الكويت تابعة رسميًا للدولة العثمانية حيث وافق الباب العالي سنة 1869م على طلب مدحت باشا بتعيين شيخ الكويت في منصب القائمقام، ولكن يبقى تدبير شؤون الإمارة بيد حكامها. وكذلك ساهم عبد الله الصباح مساهمة قوية في الحملة العثمانية على الأحساء 1871 وهذا مما دعم علاقاته مع الدولة العلية.

## صفاته
كان الشيخ عبد الله طويل القامة مفتول العضلات لطيف الملامح ذا لحية بيضاء، ويلبس ملابس عربية من الحرير الفاخر ويرتدي عباءة ذات لون أرجواني موشاة بالذهب، وغمس في وشاحه الذي يتخصر به خنجر صغير له قبضة من الذهب الصلد ومطعم باللؤلؤ والفيروز. وعرف عنه أنه كان واسع الحلم محبًا للإصلاح وميلا للجد والإخلاص.

## تمرد عشيرة النصار
تسكن عشيرة النصار وهي فخذ من بني كعب في منطقة القصبة من جزيرة الخضر، وفي سنة 1285هـ/1868م أعلنت التمرد على الشيخ جابر بن مرداو الذي لم يتردد في إعلان الحرب عليهم، وطلب المدد من الشيخ عبد الله الذي تربطهما صداقة ومودة، فأرسل إليه عشرين سفينة شراعية ومؤونة ومقاتلين. وعندما اقتربت السفن من القصبة دخلت مجموعة منها نهر بهمشير، فيما دخلت مجموعة أخرى شط العرب حيث تمكنوا من محاصرة القصبة. فأرسل الشيخ عبد الله إلى أخيه جراح الموجود في الفاو طالبًا منه أن ينضم إلى القوات المهاجمة. وفي تلك الأثناء كان الحاج جابر قد هزم عشيرة النصار بمساعدة الشيخ ناصر بن راشد السعدون أمير قبيلة المنتفق التي قدمت لمساندته من اطراف البصرة قبل وصول قوات شيخ الكويت. ومع ذلك فقد كتب الحاج جابر إلى الشيخ عبد الله بواسطة أخيه جراح يشكره على خدمته وكافأه على ذلك بسبعين كارة من التمر معاشا سنويًا.
وبعد سنتين، أي سنة 1287هـ/1869م حاولت عشيرة النصار التمرد على الحاج جابر مرة أخرى وأبت تأدية الرسوم المفروضة عليها. فقرر الحاج قتالهم، إلا أن الشيخ عبد الله الذي كان موجودًا في الفاو تدخل متوسطًا بين الطرفين وضمن لقبيلة النصار تأدية ما عليها من الرسوم. فقبل الحاج جابر وساطته وكف عن القتال. وعندما حل وقت دفع الرسوم رفضت النصار دفعها وأظهرت التمرد والعصيان مرة أخرى. عندئذ تقدم الشيخ عبد الله لقتالهم وإرغامهم على تأدية تلك الرسوم، فاشتبك معهم حتى انتصر عليهم واحتل حصونهم في القصبة واستولى على أموالهم وأرغمهم على دفع الرسوم إلى الحاج، وبعدها عاد الشيخ عبد الله إلى الكويت.

## الوساطة في البحرين
بعد اندلاع النزاع بين البحرين وقطر في اكتوبر 1867م، تدخلت بريطانيا وفضت النزاع وطلبت من البحرين دفع غرامة مع تعويضات لقطر، فرفض حاكم البحرين الشيخ محمد بن خليفة آل خليفة ذلك القرار، فحاصر البحرين أسطولًا بريطانيًا بقيادة الجنرال بيلي في بداية سبتمبر 1868م. ففر الشيخ محمد إلى ساحل قطر وأرسل إلى حاكم فارس يطلب منه المساعدة، فلما علم الإنجليز بذلك أبعدته وقامت بتوقيع اتفاقية في 6 سبتمبر 1868م مع شقيقه علي باعتباره حاكم البحرين وعدت أخوه محمد هاربًا من العدالة. بعدها فر الشيخ محمد إلى الكويت، حيث سعى حاكم الكويت الشيخ عبد الله إلى التوسط بين الأخوين. فأرسل أخاه محمد إلى البحرين يطلب من الشيخ علي إرجاع الأمر إلى ماكان عليه. ويعد مداولات ونقاشات مطولة وافق علي على عودة أخيه لتولي شؤون البحرين. فتهيأ الشيخ محمد الخليفة للسفر لاستلام منصبه، ورافقه في الرحلة الشيخ عبد الله وأخيه محمد. ولكن عند وصولهم البحرين تراجع علي ورفض استقبال أخيه ومنعه من دخول البحرين، ويبدو أن ذلك بتدخل إنجليزي بالموضوع. عند ذلك شكر محمد الخليفة الكويتيين وطلب منهم إنزاله في دارين على ساحل الأحساء ليتمكن من تدبير أموره.

## التبعية للدولة العثمانية

### نامق باشا
كانت الكويت قد لفتت انتباه الإنجليز بقوة منذ بداية الستينات، وخاصة عندما زارها القنصل البريطاني لويس بيلي وهو في طريقه إلى الرياض سنة 1863م، وأوصى حكومته بأن تكون الكويت إحدى محطات البواخر في الخليج، وقد نوقش تقرير بيلي وظهر في المراسلات السرية في أغسطس 1866م الذي قال فيه:«عند اجتماعي مع أبو عيسو - وهو عبد الله بن عيسى آل ابراهيم، وهو والد يوسف بن عبد الله الإبراهيم- قال لي بأنه مخول من قبل شيخ الكويت وأعيانها، بأن يفتح ميناء ومدينة الكويت للتجارة الحرة، وأن يرفع العلم البريطاني، فأجبته بأني لم أفكر في هذا الأمر، ولم يُطلب مني ذلك. علما أن إدارة الكويت هي الأكفأ والأغنى في الخليج، وهي ميناء مهم لتصدير الخيول، وموقع يمكن أن تختاره بواخرنا يومًا ما عوضًا عن ميناء البصرة النهري». فأخذت صحيفة بومباي تايمز هذا التقرير ونشرته في 24 نوفمبر 1866م قائلة: أن شيخ الكويت عرض على المسؤولين الإنجليز التنازل عن المدينة والميناء، وأن يرفع العلم البريطاني على سفنه. فتلقف نامق باشا ذلك المقال وقرر أن يتخذ خطوات سريعة لمنع هذا الإجراء، فعزم على انشاء جمرك فيها وأن يسند إلى حاكم الإمارة منصب القائمقامية.
وفي يوم 20 يناير 1867م قدمت الفرقاطة أزمير إلى الكويت، فأطلقت عند وصولها إحدى وعشرين طلقة للتحية، وردت مدافع الميناء بالمثل، وحمل قائد السفينة خطابًا من نامق باشا معربًا عن تهانيه بتوليه منصب الحكم في الكويت، وأنه اعترف رسميًا بالشيخ عبد الله حاكمًا على الكويت، ودعاه إلى زيارة بغداد. وأرسل «كيمبول» القنصل البريطاني في العراق في 23 يناير 1867م رسالة إلى وزير الدولة في حكومة الهند يخبره بأن نامق باشا مد سلطته لتشمل الكويت والزبير، وذكر بأن مطالب العثمانيين لا تتعدى طلب زكاة إسمية بسيطة، ولكنهم إذا حاولوا استخدام أي شكل من أشكال الإدارة في الإمارة، فقد يؤدي ذلك إلى مقاومة سلبية من السكان، وإن أرادوا أن يطبقوا ذلك بالقوة فمن المحتمل أن يطلب سكانها الحماية بلجوئهم إلى أماكن أفضل. ومع ذلك فإن نامق باشا لم يترك الكويت وشأنها، فقد وردت تقارير تفيد بأنه قرر أن يدخل الكويت في دائرة نفوذه بالقوة. والسبب الذي دفعه إلى ذلك فهو الضرر الذي أصاب البصرة بسبب تردد البواخر الإنجليزية المستمر على الكويت، مما أدى إلى ازدهارها على حساب البصرة ميناء العراق ومصدر الدخل الكبير للولاية. ولما تأكد من تصميم نامق باشا على القيام بذلك الأمر حيث جهز سفينتين حربيتين لاحتلال الكويت بالقوة، سارع الشيخ عبد الله راجيا الكولونيل كيمبول [الإنجليزية]
 القنصل العام البريطاني في بغداد بأن يوقف توحه البواخر الإنجليزية إلى الكويت، وتم له ماأراد. عمومًا لم تكن السلطات البريطانية في الخليج على علاقة مباشرة مع الكويت، حيث كانوا ينظرون إليها على أنها تابع لسيطرة الدولة العثمانية، ففي سنة 1876م أشار المقيم السياسي البريطاني الرائد بريدو إلى الكويت والعقير والقطيف على أنها موانئ تركية على الخليج.
وذكر عبد الله الحاتم بأن الإدارة العثمانية في البصرة أرادت استطلاع أحوال الكويت والتعرف عليها، فقررت إرسال وفد من البصرة إلى الكويت تمهيدًا لإعلانها رسميًا قائمقامية. فلما علم سالمٌ الجلبي البدر بذلك وهو بالبصرة أرسل إلى عبد الله الصباح مبادراً وصول الوفد، واقترح عليه بغلق جميع حوانيت البلدة بما فيها سوق اللحم وإخماد كل ما يمكن إخماده من مظاهر الحياة. فاستحسن الشيخ عبد الله ذلك وأمر بتنفيذه، فلمّا حضر الوفد العثماني فوجئوا بما رأوا في الكويت وسوقها بانعدام ما يلفت النظر أو يوحي بمباهج الحياة فرجع الوفد إلى البصرة وكتبوا تقريراً إلى الحكومة جعلها تعدل عن خطتها نهائيا.

### مدحت باشا
أتى الوالي مدحت باشا الذي سعى إلى تدعيم علاقته بالكويت لموقعها وكثرة سفنها، فأرسل إلى الباب العالي تحدث فيها عن أهمية الكويت، ونوايا الإنجليز في الوصول إلى سواحل الأحساء والقطيف بعد أن احتلوا البحرين، وأن هدفهم القادم هو الكويت، لهذا يجب انشاء إدارة عثمانية في تلك المنطقة لحماية إقليم الأحساء والكويت واسترجاع البحرين من الإنجليز. فوافق الباب العالي سنة 1869م على اقتراح مدحت باشا بتعيين شيخ الكويت في منصب القائمقام، ومع ذلك فقد كان تدبير شؤون الإمارة بيد حكامها. وقد قدم مدحت باشا البصرة ومكث فيها من أواخر أكتوبر 1869م حتى مطلع فبراير 1870م، واستغل غياب الشيخ عبد الله للحج فأرسل في شهر ذي القعدة 1286هـ/يناير-فبراير 1870 إلى زعماء ومشايخ الكويت وعلى رأسهم الشيخ مبارك بن صباح نائب الأمير، فأجرى معهم لقاءات حيث أعربوا عن اعتزازهم بتبعيتهم للسلطنة، ولكن خوفهم كان من تحميلهم الضرائب الجمركية والرسوم وتكاليف أخرى، فأفهم الباشا بأن السلطنة ليست بحاجة إلى ذلك وأنها ترغب بحمايتهم. وبعدها جرت ترتيبات بتبعية الكويت للدولة العثمانية، وتكليف الشيخ بمنصب قائمقام وتعيين نواب له، وتجنيد مئة من الشرطة لضبط الأمن. وثبت مدحت باشا الشيخ «محمد بن عبد الله العدساني» قاضي الكويت في منصبه، كما عين أئمة لخمس جوامع كبيرة في الكويت. واستورد مدحت باشا في ذات السنة 1869م مركب بخاري كان يسير في نهر الدانوب بين النمسا وهنغاريا للسير بين القرنة والبصرة والكويت. ولكن مع عودة الشيخ عبد الله من الحج الذي غضب ورفض جميع الترتيبات التي جرت في غيابه، وبعد جدال مع السلطات العثمانية وافق على تنفيذ جميع الترتيبات عدا رفضه وجود قوة عثمانية في أرضه. فأخبرته السلطات العثمانية أن دفع مخصصات شيخ الكويت من محاصيل البصرة ومقدارها مئة وأربعون كارة بقيمة تصل إلى 60 ألف قرش عثماني مرتهن بوجود العساكر السلطانية في الكويت، وبذلك توقفت كل الترتيبات. في الواقع فقد ذكر الإنجليز في مراسلاتهم إلى الهند بأن مدحت باشا ومنذ توليه ولاية بغداد وهو دائب على وضع الخطط للاستيلاء على الكويت والبحرين وقطر، وأن يحل محل الدولة السعودية في نجد والأحساء.

## المساهمة في حملة الأحساء 1871
عانت إمارة نجد من صراع على الحكم بين عبد الله وأخيه سعود أبناء الامام فيصل بن تركي آل سعود. فأرسل عبد الله بعد انتصارات أخوه عليه برسائل إلى والي بغداد مدحت باشا نهاية سنة 1287هـ/1870م طالبًا منه المساعدة في استعادة نجد من أخيه سعود، وقد مر رسول الأمير عبد الله في طريقه بالكويت، وطلب من أميرها الشيخ عبد الله المساعدة لدى «سلمان بك» متسلم البصرة، فلم يمانع الشيخ الذي زوده برسالة إلى المتسلم يطلب منه مساعدة الرسول للوصول إلى بغداد لمقابلة الوالي، فلاقى هذا الطلب هوى في نفس الباشا. فبعث في بداية مارس 1871م إلى الشيخ عبد الله يطلب منه المشاركة في الحملة التي تعدها الدولة العثمانية لطرد سعود الفيصل من المناطق التي احتلها في القطيف، كما أرسل الباشا إلى شيخ الزبير للمشاركة، أما شيخ المنتفق ناصر باشا السعدون فقد كلف من قبل الباشا بإرسال ألفين إلى ثلاثة آلاف خيال. وقد وجد الشيخ عبد الله أن تلك فرصة سانحة لإزالة الجفوة التي بينه وبين السلطات العثمانية في العراق. فعندما خرجت الحملة من البصرة في 16 صفر 1288هـ/6 مايو 1871م مرت في طريقها بالكويت، فأنزلت قواتها إلى البر وخيموا في الجهة الشرقية من المدينة لفترة 5-6 ساعات، فاستقبلهم الشيخ ومعه الأهالي والعشائر على ساحل البحر ونحر لهم الذبائح. ثم سار معهم بما لديه من السفن البحرية وعددها ثمانون سفينة -ذكر لوريمر ان عددها 300 سفينة شراعية أهلية- تولى قيادتها بنفسه، وكان الإسطول الكويتي على جانب كبير من الأهمية للحملة لخبرة الكويتيين بمياه الخليج. كما أمر بتسيير جيش من الكويتيين عن طريق البر تحت قيادة أخيه مبارك. فنزل الإسطول البحري في راس تنورة في ربيع الأول 1288هـ/مايو 1871م، ومنها ساروا إلى القطيف، فسقطت القطيف إلا حاميتها في القلعة التي امتنعت لعدة أيام، وبالآخر استسلمت بعد توسط الشيخ عبد الله بإعطائهم الأمان لأنفسهم وسلاحهم.
وكان مدحت باشا قد أرسل تلغراف إلى نافذ باشا يوم 2 يونيو مبينًا قلق بغداد من بطئ سير العمليات، وأن الولاية غير مرتاحة من تأخر وصول المعلومات. فرد نافذ باشا يوم 4 يونيو موضحًا أن تأخر نقل المعلومات كان للأسباب التالية: أن عبد الله الصباح غادر الكويت ووصل رأس تنورة في اليوم الرابع متأخرًا بسبب سوء الأحوال الجوية، وأن أخيه مبارك الصباح الذي تحرك من البر برفقة فرسان المنتفق وعنزة قد جرى اعتراضه من قبل عشائر مطير، فاضطر للرجوع لزيادة عدد قواته. وهكذا فمن غير المنتظر أن تصل البواخر عبر البحر والفرسان عبر البر في الوقت المحدد.
لم تكد الحملة العثمانية تتوقف عند الهفوف حتى تطلع قائدها نافذ باشا إلى قطر، فبعث إحدى سفنه إلى هناك ترافقها سفينة كويتية يقودها الشيخ عبد الله بن صباح لإقناع حاكم قطر الشيخ محمد بن ثاني بالاعتراف بسيادة العثمانيين، إلا أنه لم بكن راغبًا في الخضوع لهم على عكس ولده الشيخ جاسم (الذي يساعد والده في الحكم لكبر سنه) فرحب بمجيء الأتراك لمساندته في مقاومة الضغط الأجنبي، فقام برفع العلم العثماني على سارية بيته في البدع (الدوحة) في حين احتفظ الشيخ محمد آل ثاني بعلم الهدنة البحرية.
وفي أبريل 1871م كتب سعود -حاكم الرياض- إلى بيلي يشكو إليه من أن الكويت انضمت إلى الحملة وأنها تقوم بعمليات عسكرية ضده، وهذا يتناقض مع السلم البريطاني، فطالبه بالتدخل لمنع الكويت من فعل ذلك. فإن ترك القنصل البريطاني الكويت تفعل ما تشاء في مياه الخليج ضد سعود، فعلى الإنجليز ألا يعترضوا على عمليات سعود ومن معه ضد الكويت. فأرسل بيلي إلى حكومة الهند مقترحًا بمنع الكويت من إرسال سفنها مع الحملة العثمانية، أما في حال السماح لها بذلك فقد اقترح أن يسمح لسعود القيام بعمليات بحرية عسكرية من جانبه. وهذا ما وافقت عليه حكومة الهند لأن الدولة العثمانية وشيخ الكويت وسعود غير متعاهدين مع بريطانيا، وليس من حق بريطانيا أن تعاملهم بمثل ما تعامل به البحرين التي أرغمتها على عدم الاشتراك في هذه الحرب.

### الكويت قضاء عثماني

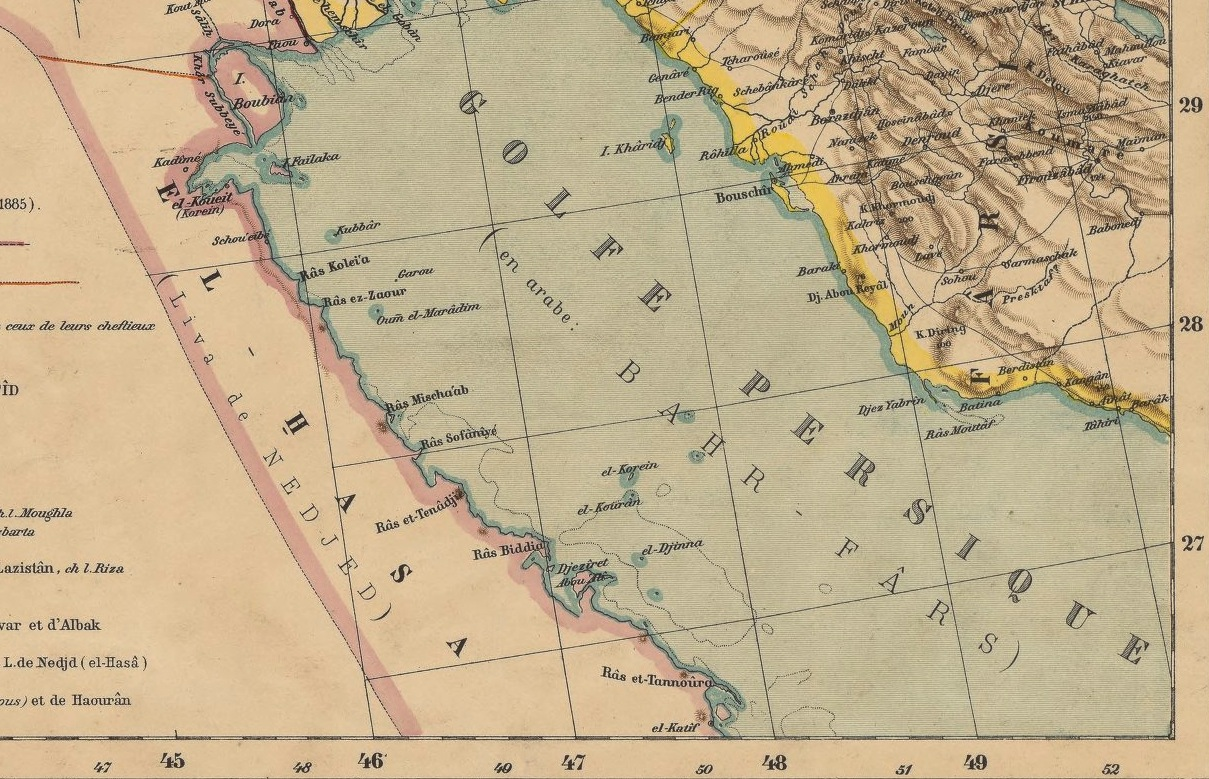
لواء نجد

ذكر الدكتور جمال قاسم أن سبب تقديم شيخ الكويت يد المساعدة لقوات مدحت باشا لم يكن طاعة للدولة العثمانية فقط، بل كان في مصلحة الكويت وأمنها مساعدة عبد الله آل سعود حليف الكويت ضد أخيه سعود، والتخلص من سيطرة الأمير سعود على السواحل المتاخمة للكويت من الجنوب. ففي سنة 1872م هدد سعود مدينة الكويت، ولكن شيخها رد الهجوم وأرغم أنصاره على الفرار، وهذا يؤكد أن الكويت أصبحت هدفًا لسعود. أما السبب الآخر من تقديم الكويت مساعدات قوية للعثمانيين فكان سبب اقتصادي حيث الممتلكات الواسعة لآل صباح في جنوب العراق، التي استخدمها نامق باشا في الضغط على الكويت، لذا فقد أدرك الشيخ أن مدحت باشا لن يتوانى عن اتخاذ اجراءات عنيفة وسريعة إذا واجه ممانعة من الكويت تجاه الحملة. بالإضافة إلى أن الإعفاءات الضريبية التي منحها مدحت للكويت وتجنبه التدخل في الشئون الداخلية للإمارة شجعا الشيخ عبد الله على التعاون مع مدحت باشا.
وفي 28 اكتوبر خرج مدحت باشا من بغداد باتجاه الأحساء مصحوبًا بطابورين من العساكر، فمر بالفاو يوم 8 نوفمبر 1871م حيث استقبله فيها الشيخ عبد الله، فذهبا معًا إلى الكويت حيث أقام فيها نصف يوم. وهناك أصدر أمرًا رسميًا أعفى الكويت من كافة الرسوم الأميرية والخدمة العسكرية، وأمر بإنزال كافة الأعلام الأجنبية التي كانت ترفع على السفن الكويتية، وأوصى برفع العلم العثماني رسميًا، وأعطى الشيخ عبد الله لقب «قائمقام الكويت» نظير خدماته التي قدمها للحملة، ولم يكن هذا اللقب ليعني أكثر من لقب تكريمي. وقلده نيشانًا من الدرجة الرابعة نزولا عند طلبه، كما منح أخوه مبارك رتبة «القابوجي باشيليق» من الدرجة الرابعة. كما أوصى في فبراير 1872م بمنح الشيخ عبد الله وسام مجيدي من الدرجة الأولى من الرتبة الثالثة، ولمبارك الصباح وسام مجيدي من الدرجة الأولى من الرتبة الرابعة. وفوق ذلك كان مدحت باشا قد أوصى في برقية سابقة إلى الصدارة العظمى بتاريخ 22 يوليو 1871م بإعادة منح مخصصات الكويت من تمور البصرة وتبلغ 140 كارة أو مايعادل 150 طنًا، التي توقف تزويدهم منها لأسباب ربطت ببعض الشروط العالقة. لذا طلب بدفع المستحقات المتأخرة من السنة الماضية إلى هذه الكمية. كما طالب في برقية أخرى بتاريخ 3 سبتمبر بتكريمهم مبلغ أربعة إلى خمسة آلاف كيسة من النقود نظير مساهمات الشيخ عبد الله وأخيه مبارك في الحملة دون أن يطلبوا أي مقابل من الحكومة، كما ذكرهم بدفع مخصصات الكويت من التمور إلى جانب مستحقاتهم من السنة الماضية.
ذكر عبد العزيز نوار بأن البصرة خلال عهد مدحت كانت متصرفية وكذلك نجد. وكانت تنقسم إلى البصرة و المنتفق والعمارة. أما متصرفية نجد فكانت تضم الكويت والأحساء، وفي سنة 1875م أصبحت البصرة ولاية فأضحت نجد والأحساء من سناجقها.

## العلاقات مع السلطنة بعد حملة الأحساء
لم تستقر الأمور للعثمانيين في الأحساء بسبب نقص الذخائر والمؤن وهجمات السعوديين عليهم، وبسبب ذلك طلب مدحت باشا في سنة 1872م من الشيخ عبد الله إرسال قوة كويتية إل الأحساء كي تحل محل القوات العثمانية هناك، ملوحًا بإمكانية إسناد الأمر إليه مقابل دفع حصة مالية سنوية إلى الدولة. ولكن الشيخ رفض ذلك لأنه يضع الكويت في خانة المحتل ويدخلها في صراعات لا طائل منها، واستمر العثمانييون في إلحاحهم لعدة شهور ولكن الشيخ استمر رافضًا ذلك والتزم بنقل المؤن والذخائر إلى الأحساء وإعادة الجنود المرضى واستبدالهم. ونتيجة لذلك قام المسؤولون العثمانيون بالتعدي أو تشجيع الآخرين على التعدي على أملاك آل صباح في مزارع الفاو، فاستولى والي البصرة على أراضي مملوكة لأسرة الصباح وبنى فيها معسكرات للجنود، ويدل على ذلك الخطاب الذي أرسله الشيخ عبد الله وشقيقه محمد سنة 1874م إلى السلطات العثمانية يستوضحان عن الأراضي التي استولى عليها والي البصرة، ومع ذلك لم تتجاوب معهم السلطات العثمانية لحل تلك المشكلة. إلا أن العلاقات لم تكن دائمًا متوترة مع الدولة العثمانية، فقد دعمتها الكويت أبان حربها مع روسيا سنة 1878م بمبلغ 4000 ليرة عثمانية ذهبية وقيل 9,000 ليرة ذهبية لتجهيز الجيش السادس ومقره بغداد، وتقاسم دفع المبلغ كلا من الشيخين «علي بن محمد آل إبراهيم» و«يوسف البدر»، حيث كانت امكانيات الحكام متواضعة بعكس الثراء الذي أصاب بعض التجار. ومع خوف الدولة العثمانية من دسائس بريطانيا ومشاريعها في العراق، وبالذات مشاريعها الخاصة بتنظيم سير الملاحة في دجلة والفرات، واستعدادًا للطوارئ شيد الجيش العثماني في قرية الفاو بعض الاستحكامات العسكرية لحماية مدخل شط العرب، وبعد عملية استطلاع لمنطقة الفاو تولاها قائد القوات العثمانية في ولاية بغداد سنة 1883م جرى بناء حصن يطل على شط العرب وفي أرض زراعية ونخيل يملكها شيخ الكويت، وأن الشيخ عبد الله قدم البصرة لمقابلة الوالي والاحتجاج على التعدي على ممتلكاته، ولكن لم يحصل أي تفاهم بينهما، لأن ولاية بغداد ناقشت معه موضوع رفع العلم العثماني على السفن الكويتية لتكون ورقة ضغط عليه. وفي سنة 1887م اندلعت اضطرابات في القطيف بسبب أعوان محمد بن سعود، فأرسل والي البصرة إلى الشيخ عبد الله للقدوم إليه، فوصله يوم 8 أكتوبر 1887م، فجرى تكريمه بإلباسه خلعة، وطبل منه المساعدة في تحقيق الأمن بالقطيف، وأن يجمع 700 عسكري وحوالي 20 سفينة والتوجه إلى القطيف لتهدئة الأوضاع، ولكن محمد بن سعود انسحب هو وأعوانه قبل وصول النجدة.

## النزاع بين آل سعود في نجد
بعد سقوط الأحساء بيد العثمانيين وخروجها من سيطرة آل سعود، اشتد النزاع بين الأخوين عبد الله وسعود حول حكم الرياض، وكانت الكويت تميل إلى عبد الله، وقد لجئ إليها سنة 1871م وأقام قرب آبار الصبيحية حيث أكرم وفادته الشيخ عبد الله. وفي أبريل 1872م اتحد الأخوة عبد الله ومحمد وسعود على مواجهة العثمانيين وتوجهوا إلى القطيف وحاصروها، وطلبوا من القائد العثماني فيها أن يوافق على عقد اتفاقية للسلام معهم وإلا فإنهم سيهاجمون المدينة، ولكن العثمانيين رفضوا ذلك واستنجدوا بالكويت التي أرسلت لهم عددًا من أعراب البادية. وكان الأخوة قد فصلوا قواتهم بحيث يهاجم عبد الله الهفوف ويهاجم سعود القطيف، وعندما علم سعود بأن الكويت ستشارك أرسل إلى المقيم البريطاني سنة 1872م طالبًا منه الضغط على حاكم الكويت لمنعه من التدخل، وهدد بالهجوم على الكويت في حال استمرارها في المشاركة. وبالفعل وصلت قواته منطقة الوفرة ولكنها عادت دون قتال لعدم قدرتها على مواجهة القوات الكويتية، أو خوفًا من استغلال خصومه بأن يقضوا على ماتبقى له من نفوذ في نجد. وبالنهاية خرج عبد الله من نجد بعد هزيمته أمام أخيه في معركة الجزعة الثانية بداية 1873م الذي تمكن من دخول الرياض وأعلان نفسه إمامًا عليها، في حين خرج عبد الله لاجئا إلى الكويت، فحاول سعود غزو الكويت، إلا أنه تراجع عندما علم باستعداد الكويتيين له، وكان قائد الجيش الكويتي هو مبارك الصباح.
في سنة 1309هـ/1891م انهارت الدولة السعودية الثانية بعد هزيمة الإمام عبد الرحمن في معركة حريملاء أمام محمد بن رشيد فنزح إلى القطيف في الأحساء أولا، ثم حاول الانتقال إلى الكويت، ولكن الشيخ عبد الله اعتذر عن عدم استقباله مالم يقترن ذلك بموافقة الدولة العثمانية
، فذهب إلى قطر حيث أقام بها شهرين. وبعدها اتفق مع متصرف الأحساء العثماني على أن يقيم وأسرته في الكويت، وتدفع له الدولة العثمانية معاشًا شهريًا وقدره ستون ليرة عثمانية، واتصلت بالشيخ عبد الله وأقنعته بذلك. فعاد الإمام إلى الكويت مرة أخرى سنة 1891م حيث استقبله الشيخ عبد الله.

## علاقته بمحمد ابن رشيد
يعود أول احتكاك بين ابن رشيد والكويت إلى سنة 1295هـ/1877م عندما أغار أهالي الكويت على الأجفر واستولوا على إبل ابن نويحر العنزي الذي كان تابعًا لإبن رشيد. مما دفع محمد بن رشيد إلى غزو أطراف الكويت وأخذ يتعرض للأعراب القاطنين حولها، وكانت طائفة من العوازم نازلة الصبيحية، فأغار عليها ونهب مواشيها، فلما علم الشيخ عبد الله بهذا الأمر هب لمجابهته، ولما وصل منطقة ملح بلغته الأنباء بأن ابن رشيد قد ارتحل من حدود الكويت وعاد إلى نجد بحيث لا يمكن اللحاق به، فقفلوا راجعين إلى الكويت. وفي سنة 1299هـ/1882م أخذ محمد بن رشيد سلطان الدويش ومعه مطير على الجهرة قرب الكويت، ولم يكن لأهل الكويت طاقة في مقاومة ابن رشيد، فخرج الشيخ عبد الله ومعه وجوه الكويت إلى مخيم ابن رشيد في الجهرة، وترجوه أن يعيد لهم أسراهم وأموالهم، فقبل ابن رشيد رجائهم ورحل من الجهراء. وسبب تلك الغارة أن عريب دار الكويت تعدوا على شمر قبل ثلاث سنوات، واشتكاهم ابن رشيد على الصباح عدة مرات من غير فائدة، وبعدها أغار محمد بن رشيد عليهم وأخذ منهم جانب. فبعدها صار اهل الكويت يخابرون سرًا أمير بريدة حسن بن مهنا وأمير عنيزة زامل بن سليم بأنهم معهم ضد ابن رشيد. وبالرغم من ذلك فإن العلاقة بين محمد ابن رشيد والشيخ عبد الله ظلت جيدة، بدليل مساعدة شيخ الكويت لابن رشيد في نشاطه ضد آل سعود خلال سنوات 1302-1305هـ/1885-1888م، كما سهلت الكويت استيراد الأسلحة لابن رشيد عن طريق ميناؤها. بعد أن منعت بريطانيا سنة 1890 مرور أسلحة إلى كراتشي وكانت في طريقها إلى ميناء جوادر الخاضع لسلطان مسقط، فأعيد تصدير أكثر من نصف الشحنة الممنوعة إلى الكويت والبحرين، وتعود أقدم محاولة موثقة لتهريب الأسلحة في الكويت إلى سنة 1892م عندما نقل بعض تجار الفرس حوالي 1000 بندقية مارتيني عبر الكويت.

## أول باخرة أجنبية تصل الكويت
كان يوسف الإبراهيم من أكبر تجار عصره، وتربطه بالهند علاقات تجارية كبيرة، وكان دائم السفر إليها، ويجيد اللغة الهندية والإنجليزية بحكم عمله ومصالحه التجارية، فوطد علاقات جيدة مع البريطانيين، والدليل أن أول باخرة أجنبية وصلت الكويت كان على متنها الشيخ يوسف الإبراهيم وإسمها «بنانغ» سنة 1284هـ/1868م، وهي أول سفينة بخارية تجارية تجوب موانئ الخليج، وكانت قادمة من بومباي قاصدة البصرة، ولكن يوسف أقنع القبطان بتغيير خط سيره لتتوقف في الكويت ليوم كامل، حيث وصلتها في مارس 1868م، فصعد إليها الشيخ عبد الله الصباح لتحية ركابها، ثم دعاهم للنزول إلى المدينة في ضيافته، وقد سجل الرحالة الأمريكي «لوشر» الذي كان موجودا وقتها في الباخرة انطباعاته عن البلاد التي زارها في كتاب أصدره في الولايات المتحدة سنة 1891 بعنوان «مع النجمة والهلال».

## نظام الحكم في عهده
في الثلث الأخير من القرن 19 اتسم نظام الحكم بالبساطة، فليس هناك جهاز إداري ولا قوات نظامية، إنما كان الشيخ يكلف بعض الأشخاص أداء مهام خاصة، مثل «الفداوية» لحفظ الأمن وحراسة الحاكم، ولا يوجد قصر للحاكم يتولى منه إدارة شؤون الحكم، حيث درج الحكام على الجلوس في مكان قريب من منطقة السوق «المناخ»، وهو المكان الذي كانت تناخ فيه الإبل القادمة من نجد والأحساء والشام والعراق حاملة الغلال والسلع التجارية، ويجتمع الحاكم ومعه القضاة لسماع الأخيار والإشراف على التجارة والحكم. ويستطيع المرء دخول المدينة ساعة ما يشاء شرط أن يترك سلاحه عند البوابة.

## أهم الأحداث
- سنة الهيلق: سنة 1285هـ/1867م حيث مر على الكويت بؤس وجوع حتى اضطرهم إلى أكل ذمام البهائم التي تذبح، وقد قدم إلى الكويت عددًا كبيرًا من أهل فارس أصابتهم المجاعة، حيث بلغت الحالة فيهم أن باعوا بناتهم وشربوا الدماء. وقد فتح شيخ الكويت عبد الله الصباح خزائنه أمام الجميع. وممن صارت لهم شهرة طيبة بالاطعام:سالم بن سلطان وعبد اللطيف العتيقي وبيت ابن ابراهيم ويوسف البدر الذي بذل الكثير من أمواله في سبيل المعوزين، ويوسف الصبيح الذي اتخذ من بيته مأوى للفقراء والمساكبن وقدم لهم الطعام والكساء. ولم تنته تلك المشكلة إلا سنة 1288هـ/1870م.[70][71] وذكر ابن عيسى النجدي في كتابه عقد الدرر: أن الغلاء الشديد والقحط قد وقع في نجد سنة 1287هـ/1869م، واستمر ذلك إلى تمام سنة 1289هـ/1871م.[72]
- سنة الطبعة: والطبعة تعني غرق السفن في اللهجة الكويتية هي سنة غرق فيها الكثير من السفن الكويتية بسبب إعصار بحري حدث في طريق عودتهم بين الهند ومسقط في بحر العرب قبل دخولهم مضيق هرمز المؤدي إلى الخليج العربي وذلك سنة 1288 هـ / سبتمبر 1871م ولم ينجو منها إلا النادر من السفن.[73]
- سنة الرجبية: (1872) هي السنة التي شهدت فيها الكويت أمطارًا قوية جداً هدَّمت البيوت و أفزعت الناس و امتلأت الأزقة والطرق بالماء، و سميت هذه السنة بالرجبية، لأنها حدثت في شهر رجب الهجري، الموافق لشهر أكتوبر سنة 1872م[74][75][76]
- جرت في عهد الشيخ عبد الله أول محاولة لإصدار عملة محلية في الكويت سنة 1886، حيث أمر بسك عملة نحاسية خاصة نقش على أحد وجهيها كلمة الكويت وتاريخ الإصدار 1304 هـ بينما حمل الوجه الآخر إمضاء الشيخ عبد الله، وقد تم سك العملة محليا وبصورة بدائية حيث تختلف كل قطعة تقريبا من تلك العملة عن غيرها شكلا وحجما وسماكة وكتابة أيضا، وقد استمرت العملة في التداول لفترة قصيرة ثم تم سحبها من السوق. ومن الأسباب التي أدت إلى سحبها من الأسواق بأنها كانت من النحاس الأحمر بينما كانت البيزة الهندية مغطاة بالذهب مما يعطيها قيمة أكبر.[77][78]

## أبنائه
كان له من الأبناء:
- الشيخ خليفة.
- الشيخة شيخة.
- الشيخة هيا.
- الشيخة فاطمة.
- الشيخ جابر.

## الملاحظات
1. ↑  الأئمة هم الشيخ خالد إمامًا لمسجد العدساني وعبد الرحمن العدساني لجامع السوق وسيد عبد الوهاب لجامع اليعقوبية والشيخ عبد السلام لجامع الخليفة والشيخ علي أفندي لجامع أبو النصير.[22]
2. ↑  ملح (بفتح الميم واللام) هي واحة في جنوب غرب الكويت شرقي الصمان، وفيها آبار مياه عذبة، وكانت في طريق القوافل من نجد قاصدة الكويت والزبير والبصرة.[58]
3. ↑  أول قصر بني للحكم هو قصر السيف الذي أقامه الشيخ مبارك سنة 1904م.[67]